# Birgitta Sund
Birgitta Sund (...) è un'ex fondista svedese paralimpica, vincitrice di sei medaglie d'oro alle Paralimpiadi invernali del 1976 e del 1980.

## Carriera
Alle prime Paralimpiadi di Ornskoldsvik del 1976, Birgitta Sund è stata la vincitrice di tre medaglie d'oro: nella gara di 5 km A distanza corta (un podio tutto svedese, con Gunhild Sundstrom medaglia d'argento e Marianne Edfeldt bronzo), di 10 km A distanza media (stesso podio dei 5 km, 1º posto Sund, 2º posto Sundstrom e Edfeldt al 3º posto) e 3x5 km stafetta A-B (nel team nazionale anche Karin Gustavsson e Astrid Nilsson).
Quattro anni più tardi, a Geilo 1980, Sund ha vinto nuovamente l'oro nelle gare di 5 km 5B distanza corta (davanti alla norvegese Aud Berntsen	e alla connazionale Marianne Edfeld), 10 km 5B distanza media (lo stesso podio) e 4x5 km stafetta 5A-5B (insieme alle compagne Marianne Edfeldt, Desiree Johansson e Astrid Nilsson).

## Palmarès

### Paralipiadi
- 6 medaglie:
  - 6 ori (5 km A distanza corta, 10 km A distanza media e 3x5 km stafetta A-B a Örnsköldsvik 1976; 5 km 5B distanza corta, 10 km 5B distanza media e 4x5 km stafetta 5A-5B a Geilo 1980)